# Tschechoslowakische Badmintonmeisterschaft 1973
Die Tschechoslowakische Badmintonmeisterschaft 1973  fand vom 24. bis zum 25. März 1973 in Prag statt. 

## Finalergebnisse
| Disziplin    | Sieger                             | Finalist                         | Ergebnis           |
| ------------ | ---------------------------------- | -------------------------------- | ------------------ |
| Herreneinzel | Petr Lacina                        | Miroslav Kokojan                 | 9-15, 15-4, 15-9   |
| Dameneinzel  | Alena Poboráková                   | Taťána Pravdová                  | 11-5, 11-6         |
| Herrendoppel | Petr Lacina Ladislav Šrámek        | Miroslav Šrámek B. Holoubek      | 17-15, 15-5        |
| Damendoppel  | Irena Pátková Jaroslava Krahulcová | Dagmar Semotamová Vejvančická    | 15-5, 15-11        |
| Mixed        | Zbyněk Schwarz Irena Pátková       | Ladislav Šrámek Alena Poboráková | 12-15, 17-16, 15-8 |